# Teresa Tubek
Teresa Tubek-Trukawińska (ur. 15 października 1938 w Brzeżanach, zm. 16 września 1997) – polska lekkoatletka, oszczepniczka.

## Kariera
Zawodniczka Spójni Gdańsk. Czterokrotna medalistka mistrzostw Polski: złota (1961), dwukrotnie srebrna (1962, 1963) oraz brązowa (1959). W 1961 w Erfurcie ustanowiła rekord życiowy 52,87 i została sklasyfikowana na 12. miejscu w rankingu Track and Field News. 13 razy startowała w meczach reprezentacji Polski (4 zwycięstwa).